# Titan Cement
Titan Cement Company S.A. en una gran compañía cementera, con base en Ano Patissia, un suburbio de Atenas, Grecia. En 2009, estaba clasificada en el octavo lugar mundial con el reconocimiento de "Top Company For Leaders" (empresa top líder) recibiendo la distinción de acuerdo al desarrollo del capital humano y por su liderazgo. Fundada en 1902, fue listada en la bolsa de Atenas diez años más tarde. La compañía tiene una capacidad de producción anual de 10 millones de toneladas en Grecia y su cuota de mercado está en torno al 49%. La capacidad de producción en el extranjero del Grupo Titan es de otros 11 millones de toneladas. Entre sus activos se encuentran 11 plantas cementeras, 4 en Grecia, 2 en EE. UU. (Virginia y Florida), 3 en el Sureste de Europa (Bulgaria, Serbia, Albania y Macedonia del Norte) y 2 en Oriente Próximo (Egipto); 7 centros de distribución de cemento; 67 plantas de hormigón premezclado; 10 canteras; minas 3; un centro de producción de mortero y una fábrica de loza.
En 2016, Titan Cement tenía unos ingresos totales de €20.578 millones y un beneficio neto de €7,208 millones. Desde la pasada década, una de las principales políticas de la empresa es la expansión internacional, incluyendo la constitución de una sociedad conjunta con Lafarge, uno de los grupos cementeros líderes mundiales, en 1999 y la compra de Tarmac America Inc. en 2000.